# Ивановский, Павел Максимилианович
Павел Максимилианович Ивановский (1885—1953) — врач-гигиенист и педагог, один из основателей школьной гигиены в СССР.

## Биография
Родился 22 марта 1885 года в Пензе (по другим данным — в Москве).
В 1911 году окончил естественное отделение физико-математического факультета Московского университета, в 1918 году получил второе образование, окончив медицинский факультет Московского университета. Был учеником гигиениста А. В. Молькова. Совместно с ним составил первые программы по школьной гигиене и учебное пособие для врачей и учителей.
С 1912 года Ивановский преподавал в средних учебных заведениях Москвы. В 1918 году занялся научными исследованиями в области школьной гигиены. С 1926 года работал на медицинском факультете МГУ: был доцентом кафедры школьной гигиены с 1935 года, с 1947 года и до конца жизни — заведующий кафедры и декан санитарно-гигиенического факультета.
Умер 2 марта 1953 года в Москве. Похоронен в колумбарии Новодевичьего кладбища.